# تلفزيون دبي
تلفزيون دبي هو قناة فضائية إماراتية خاصة وحكومية تبث من دبي تابعة لمؤسسة دبي للإعلام.

## قبل تأسيس القناة
قبل تلفزيون دبي "كانت هناك قناة استمرت فترة سنتين، حيث بدأت رحلتها عام 1969 وانتهت رحلتها عام 1971. بدأت هذه القناة عندما وفرت دولة الكويت المعدات الخاصة للبث وإرسالها إلى مدينة دبي في الإمارات العربية المتحدة، من هنا بدأ بث قناة تلفزيون الكويت من دبي، استمر مشوار تلفزيون الكويت من دبي لمدة سنتين ونصف وفي 1971 تغير اسم القناة إلى تلفزيون الإمارات العربية المتحدة من دبي.

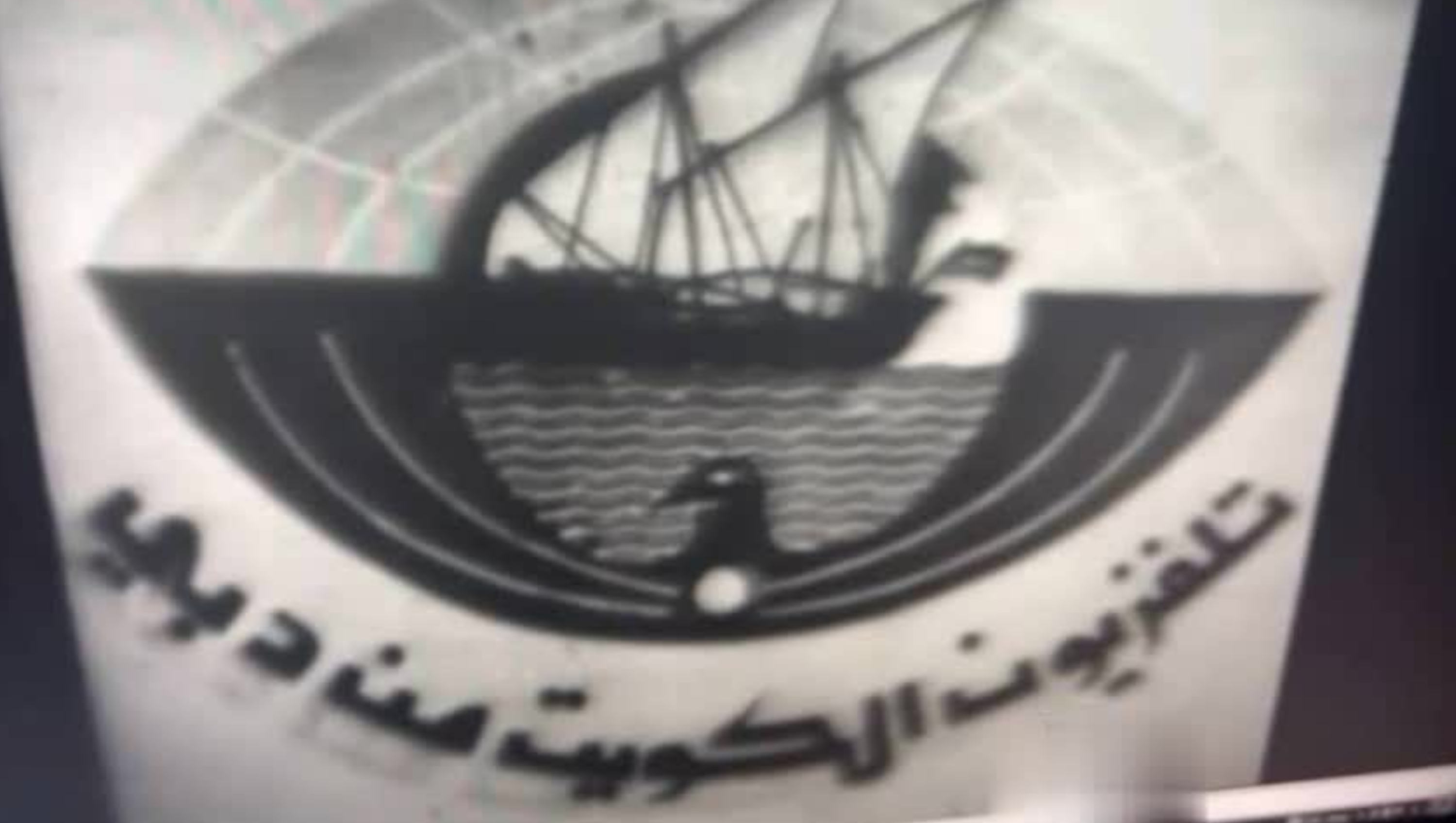
لوجو تلفزيون الكويت من دبي

## مراحل انطلاق القناة
بدأ تلفزيون الإمارات العربية المتحدة من دبي في 1971 حيث كان يبث بالأبيض والأسود وأصبح تلفزيون دبي اول قناة تلفزيونية في الخليج تبدأ البث الملون في العام 1974 حيث دخل تلفزيون دبي التاريخ كأول بث ملون في الإمارات كما بدأت القناة بعرض برامج مميزة ومتنوعة منذ بداية التسعينات بدأت قناة دبي بعرض برنامج الغناء (ليالي دبي) حيث يستضيف البرنامج عدة فنانين واستمر البرنامج حتى الألفية الجديدة(سنة 2000) وأيضًا فقرات برامجية أخرى منها في مثل هذا اليوم ابتسامات وهي فقرة كوميدية تستعرض اهم مواقف الكوميديا المضحكة كما انطلقت منذ بداية التسعينات قناة دبي 33 (دبي وان حالياً) وهي قناة ناطقة بالإنجليزية)
في بداية الألفية الجديدة تغير شعار قناة تلفزيون دبي الى حرف D ومكتوب بجوار جهته اليمنى اسم دبي باللغتين العربية والانجليزية وفي عام 2004 ظهر شعار تلفزيون دبي الذي نعرفه حتى يومنا هذا وفي هذه الفترة قامت القناة بعرض اهم البرامج منها برنامج وجوه عربية 2004-2006
برنامج 24 2004-2008 تقديم ديالا مكي
برنامج مع أسامة أطيب 2004-2013 تقديم الشيف الراحل أسامة السيد برنامج المرأة الخليجية 2008-2009 برنامج تاراتاتا 2007-2013
برنامج سوالفنا حلوة 2008-2011
برنامج نجم الخليج 2004-2012
برنامج أنتِ أجمل 2007-2015 تقديم رؤى الصبان برنامج الخزنة 2014 تقديم أمير كرارة برنامج المليونير 2013-2014 تقديم ميساء مغربي برنامج مشاهير 2013-الآن تقديم ديالا مكي برنامج The Doctors منذ 2012-حتى الآن برنامج معمار 2015-2022 تقديم ذئب العقارات مهند الوادية برنامج محمد عبده و فنان العرب 2015
برنامج Golden Mic صوت الجيل الجديد 2015
برنامج قابل للنقاش 2010-الآن تقديم نوفر رمول برنامج يوم.كوم 2013
برنامج Fashion Star منذ 2015 وحتى العام 2016
برنامج Dubai Cruise نوفمبر 2017-2019 تقديم ميساء مغربي برنامج Carpool Karaoke بالعربي 2018-الآن (الموسم الاول والثاني والثالث تقديم وسام بريدي) (الموسم الرابع والخامس تقديم هشام الهويش) برنامج The Insider بالعربي (نوفمبر 2017-حتى الآن) تقديم (حمد اغداني، شيمة، بترا نرش، وإيلي نخلة) برنامج أنغام منذ 2022-2023 تقديم الفنانة المصرية أنغام (حصلت مؤسسة دبي للإعلام حقوق بث البرنامج في دول الخليج العربي) برنامج 40 منذ 2021 حتى العام 2022 تقديم جيسيكا عازار (عُرِضَ ايضا على قناة MTV اللبنانية) برنامج Chopped تحدي الطبخ 2021-الآن (الموسمين الأول والثاني تقديم أحمد شعيب) (الموسم الثالث من تقديم الممثل الإماراتي عمار ال رحمة) برنامج فاسألوا أهل الذكر (2021-الآن) يذاع كل يوم جمعة برنامج The Wheel الدائرة 2022-2023
برنامج دبي هذا الصباح (برنامج هذا الصباح حالياً) 2008-الآن

## الاتفاق الإماراتي الإسرائيلي
في 15 سبتمبر 2020، شارك تلفزيون دبي في بث مباشر مشترك مع تلفزيون البحرين الحكومي والقناة الإسرائيلية الثانية عشر بمناسبة توقيع اتفاقي التطبيع بين دولهم. كما غير تلفزيون دبي خلال مراسم توقيع اتفاق التطبيع بين الإمارات وإسرائيل، شعاره بوضع كلمة دبي بالعبرية، فوق الكلمة العربية.

## وصلات خارجية
- الموقع الرسمي
- الموقع الرسمي لمؤسسة دبي للإعلام